# Hans Menzel (Geologe)
Hans Menzel (* 5. Juni 1875 in Schönewalde; † 24. August 1914 bei Serres) war ein deutscher Geologe und Paläontologe.

## Leben
Sein Vater war Pfarrer in Schönewalde im Kreis Schweinitz. Menzel war ein Schüler von Adolf von Koenen in Göttingen (Promotion 1901) und seit 1901 bei der Preußischen Geologischen Landesanstalt (PGLA). Dort wurde er Bezirksgeologe für Berlin. Er fiel als Oberleutnant der Reserve am 24. August 1914 in Frankreich.
Er befasste sich mit Quartärgeologie in Norddeutschland.
Hans Menzel gehörte im August 1912 zu den 34 Gründungsmitgliedern der Paläontologischen Gesellschaft.

## Schriften
- Die Lagerstätten der Stahlberger und Klinger Störung im Thüringer Wald, Z. prakt. Geologie, 1898, 2 73-278
- Der Galgenberg und das Vorholz bei Hildesheim, Schweizerbart 1901 (Dissertation)
- Über Weser und Ems in der Vorzeit, in: Niedersachsen: Zeitschrift für Kultur, Geschichte, Heimat und Natur seit 1895, Band 10, 1904/05, S.  413
- Beiträge zur Kenntnis der Quartärbildungen im südlichen Hannover, Teil 1: Die Interglazialschichten von Wallensen in der Hilsmulde. Mit einem Anhang: Zwei neue Arten von Valvata Müller (Gruppe Cincinna Hübner), Jahrbuch der Königlich Preussischen Geologischen Landesanstalt, Band 24, 1904, S. 254–292, Teil 2: Eine jungdiluviale Konchylienfauna aus Kiesablagerungen des mittleren Leinetales, JB PGLA 24, 1904, 337-348, Teil 3. Das Kalktufflager von Alfeld an der Leine, JB PGLA 1905
- Über die Quartärfaunen im nördlichen Vorlande des Harzes und die Nehringsche Steppenhypothese 1909
- Pommerns Geologische Formationen, Köslin: Hendeß 1912
- Geologisches Wanderbuch der Umgegend von Berlin, Enke 1912
- Hannoverlands Heimatboden II: Das Hügel- und Bergland, Hannoverland, 2, 1908, 123-127
- Über eine diluviale Süsswasser- und Torfablagerung bei Wallensen im südlichen Hannover. In: Zeitschrift der Deutschen Geologischen Gesellschaft. Band 54, 1902, S. 195–196 (zu Tagebau Humboldt)
- Spuren des Diluvialmenschen in der Gegend von Hildesheim, Mitteilungen Hermann Römer Museum Hildesheim 1914